# Thalpomena
Thalpomena is een geslacht van rechtvleugeligen uit de familie veldsprinkhanen (Acrididae). De wetenschappelijke naam van dit geslacht is voor het eerst geldig gepubliceerd in 1884 door Saussure.

## Soorten
Het geslacht Thalpomena omvat de volgende soorten:
- Thalpomena algeriana Lucas, 1849
- Thalpomena azureipennis Uvarov, 1927
- Thalpomena coeruleipennis Finot, 1895
- Thalpomena coerulescens Uvarov, 1923
- Thalpomena dernensis Werner, 1908
- Thalpomena deserta Dirsh, 1949
- Thalpomena rungsi Dirsh, 1949
- Thalpomena schulthessi Uvarov, 1923
- Thalpomena viridipennis Uvarov, 1927